# Lijst van personen uit Moeskroen
Dit is een lijst van personen uit Moeskroen. Het gaat om personen die zijn geboren in de Belgische stad Moeskroen.

## A
- Philippe Adams (1969), Formule 1-coureur
- Bernard Anselme (1945), politicus

## B
- Yohan Brouckaert (1987), voetballer
- Fantine Harduin (2005), actrice

## C
- Henri Castel (1918-2009), politicus en vakbondsbestuurder
- Mireille Cottenjé (1933-2006), Nederlandstalig (kinderboeken)schrijfster
- Elise Crombez (1982), model

## D
- Marcel De Keukeleire (1922-1986), accordeonist
- Marcel Demets (1913), politicus
- Renaud Denauw (1936), striptekenaar
- Jean-Pierre Detremmerie (1940), politicus
- Raymond Devos (1922-2006), cabaretier, komiek en schrijver
- Steve Dugardein (1974), voetballer
- Joey Dujardin (1996), voetballer

## F
- Alphonse Ferret (1922-2003), politicus

## G
- Edouard Ganseman (1913-1965), politicus
- Régis Ghesquière (1949-2015), meerkamper

## H
- Ernest Hennejonck (1878-1965), politicus
- Jérémy Huyghebaert (1989), voetballer

## L
- Louis-Philippe Loncke (1977), avonturier en ontdekkingsreiziger

## M
- Steed Malbranque (1980), Frans voetballer
- Jacques Mercier (1943), schrijver en tv-presentator

## N
- Fabrice Naessens (1968), wielrenner
- Jean-Marc Nollet (1970), politicus

## P
- Florine Pary-Mille (1951), politica

## S
- Charles Schepens (1912-2006), verzetsstrijder en oogchirurg

## V
- Bernard Van De Kerckhove (1941-2015), wielrenner
- Frank Vandenbroucke (1974-2009), wielrenner
- Jean-Denis Vandenbroucke (1976), wielrenner (neef van Frank)
- Jean-Luc Vandenbroucke (1955), wielrenner (vader van Jean-Denis)
- Gonzague Vandooren (1979), voetballer
- Lola Danhaive (1982), hockeyspeler
- Fernand Vanlangenhove (1889-1982), diplomaat en hoge ambtenaar
- Cyrille Verbrugge (1866-1929), schermer
- Christiane Vienne (1951), politica

## W
- André Waignein (1942), componist, dirigent, muziekpedagoog en trompettist

## Z
- Benoît Zwierzchiewski (1976), Frans langeafstandsloper

Brussel:
Anderlecht
Brussels Hoofdstedelijk Gewest · 
Etterbeek · 
Ukkel

Vlaanderen:
Aalst · 
Antwerpen · 
Brugge ·
Geel · 
Genk · 
Gent · 
Hasselt ·  
Ieper · 
Kortrijk · 
Leuven · 
Lichtervelde · 
Lier · 
Lokeren · 
Mechelen · 
Oostende · 
Oudenaarde · 
Poperinge · 
Roeselare ·
Sint-Niklaas ·  
Sint-Truiden · 
Tienen · 
Tongeren · 
Turnhout · 
Vilvoorde

Wallonië: 
Aarlen · 
Charleroi ·  
Doornik ·  
Luik · 
Moeskroen ·  
Namen · 
Verviers · 
Waver